# Quartiano
Quartiano è una frazione del comune italiano di Mulazzano, posta lungo il canale  della Muzza.

## Storia
Quartiano è una località di antica origine, posta sulla strada che dall'antica Lodi portava a Monza. Il nome della località deriva dalla distanza (quattro miglia) dall'antica Lodi. Già comune autonomo, comprendeva le frazioni di Casolta e Mongattino.
All'Unità d'Italia (1861) il paese contava 857 abitanti. Nel 1869 Quartiano fu aggregata a Mulazzano.